# Hellig Usvart
Hellig Usvart (Santo No Negro) es el álbum debut de la banda de Black metal cristiano Horde, siendo este a la vez el único álbum de la banda.
Hellig Usvart fue objeto de controversia puesto que fue el primer álbum de Black metal con letras cristianas, algo que no fue de agrado para muchos de los fieles seguidores de aquel estilo. Debido a esta contradicción, se llegó a creer que el álbum no era más que una parodia. Aun así, este álbum ha servido de inspiración para bandas como Antestor y estableció los cimientos de lo que sería el género conocido como Unblack Metal.
Jayson Sherlock, creador de la banda, utilizó el seudónimo Anonymous. A pesar de la obvia similitud con Euronymous, Jason ha declarado que su intención nunca fue que ambos seudónimos fueran similares, declarando que todo fue una coincidencia. Jayson, a la vez, explica que su intención con este álbum fue traer "algo de luz y esperanza a la oscura cultura del Black Metal".

## Lista de canciones
Todas las canciones escritas por Jayson Sherlock.
| N.º   | Título                                                      | Duración |  |
| 1.    | «A Church Bell Tolls Amidst the Frozen Nordic Winds»        | 01:02    |  |
| 2.    | «Blasphemous Abomination of the Satanic Pentagram»          | 00:47    |  |
| 3.    | «Behold, the Rising of the Scarlet Moon»                    | 03:22    |  |
| 4.    | «Thine Hour Hast Come»                                      | 04:06    |  |
| 5.    | «Release and Clothe the Virgin Sacrifice»                   | 05:38    |  |
| 6.    | «Drink From the Chalice of Blood»                           | 03:59    |  |
| 7.    | «Silence the Blasphemous Chanting»                          | 05:37    |  |
| 8.    | «Invert the Inverted Cross»                                 | 03:10    |  |
| 9.    | «An Abandoned Grave Bathes Softly in the Falling Moonlight» | 05:10    |  |
| 10.   | «Crush the Bloodied Horns of the Goat»                      | 02:24    |  |
| 11.   | «Weak, Feeble, Dying, Antichrist»                           | 03:33    |  |
| 12.   | «The Day of Total Armageddon Holocaust»                     | 01:42    |  |
| 40:30 |                                                             |          |  |

- Datos: Q3561240